# Ⱌ
Cette page contient des caractères spéciaux ou non latins. S’ils s’affichent mal (▯, ?, etc.), consultez la page d’aide Unicode.
Tsy (Цы en cyrillique ; capitale Ⱌ, minuscule ⱌ) est la 27e lettre de l'alphabet glagolitique.

## Linguistique
La lettre sert à noter le phonème /t͡s/.

## Historique
La lettre provient de la forme finale de la lettre tsadi (ץ) de l'alphabet hébreu.

## Représentation informatique
- Unicode :
  - Capitale Ⱌ : U+2C1C
  - Minuscule ⱌ : U+2C4C